# Green Valley (Arizona)
Green Valley is een plaats (census-designated place) in de Amerikaanse staat Arizona, en valt bestuurlijk gezien onder Pima County.

## Demografie
Bij de volkstelling in 2000 werd het aantal inwoners vastgesteld op 17.283.

## Geografie
Volgens het United States Census Bureau beslaat de plaats een oppervlakte van
68,0 km², geheel bestaande uit land. Green Valley ligt op ongeveer 873 m boven zeeniveau.

## Plaatsen in de nabije omgeving
De onderstaande figuur toont nabijgelegen plaatsen in een straal van 32 km rond Green Valley.